# Ilha de Cuxe
A ilha de Cuxe (em turco: Kuş adası; lit. "ilha do pássaro") ou ilha de Arter (em armênio: Առտեր / Արտեր կղզի; romaniz.: Aṙter / Arter kłzi) é uma pequena ilha no lago de Vã, na Turquia, situada a três quilômetros da ilha de Altamar e 4-5 quilômetros da costa do lago.

## Nome
Segundo a tradição popular, a ilha foi chamada Arter depois que Gregório de Nareque, enquanto orava em seu eremitério, viu Cristo e exclamou "Ar Der", ou seja "a alma que tu me deste". Por sua vez, outra tradição alega que o nome está associado aos seus campos.

## História
Na Antiguidade, Cuxe fez parte do distrito (gavar) de Restúnia da província de Vaspuracânia do Reino da Armênia. A primeira menção direta à ilha ocorreu no século X. No século XIX, foi incorporada ao caza (distrito) de Guevaxe, do sanjaco de Vã, do vilaiete de Vã, do Império Otomano. Sabe-se que tinha um porto. Eventualmente foi desabitada, transformada em pasto e subordinada ao mosteiro de Altamar. e sobreviveu aos tempos modernos um pequeno mosteiro da Santa Mãe de Deus (Surb Astvacacin), cujas ruínas ainda podem ser vistas.